# میخائیل وروبل
میخائیل وروبل (روسی: Михаи́л Алекса́ндрович Вру́бель) نقاش، و مجسمه‌ساز اهل امپراتوری روسیه بود. نام کامل وی میخائیل الکساندروویچ وروبل می‌باشد و معمولاً در بین نقاشان روسی جنبش نمادگرایی و هنر نو شناخته می‌شود. چنین بر می‌آید که شیوهٔ غیرمعمول آثار وی، تحت تأثیر نقاشی‌های پسین بیزانس و نقاشی‌های اولیه رنسانس باشد.

## نگارخانه

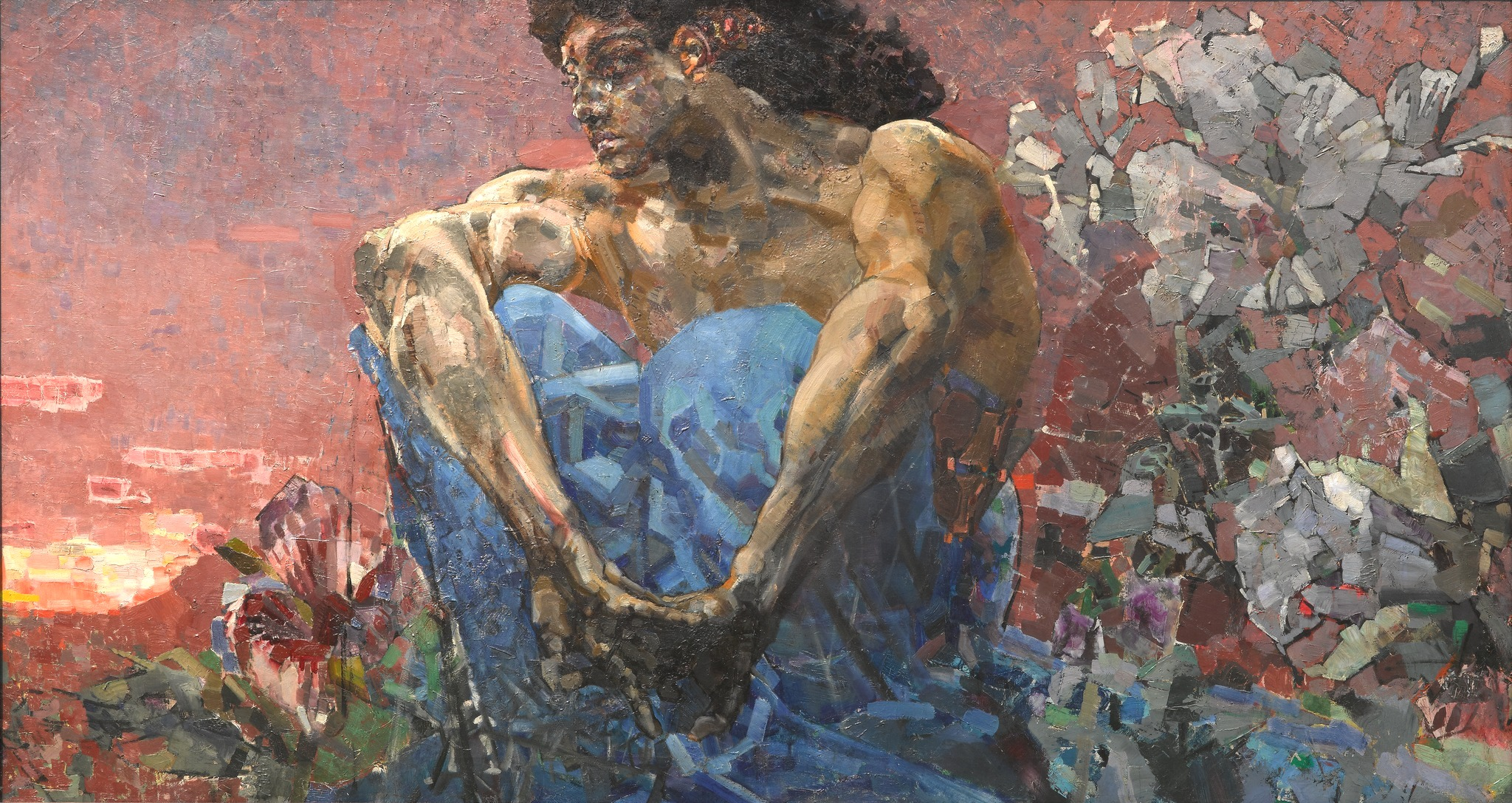
شیطان نشسته
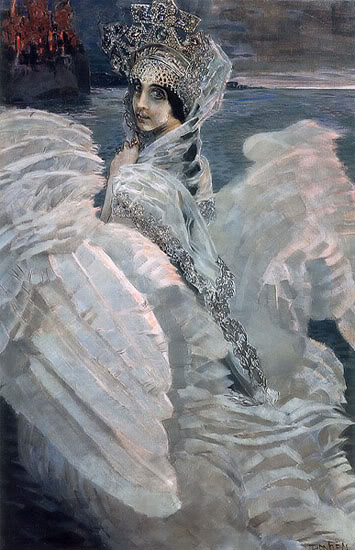
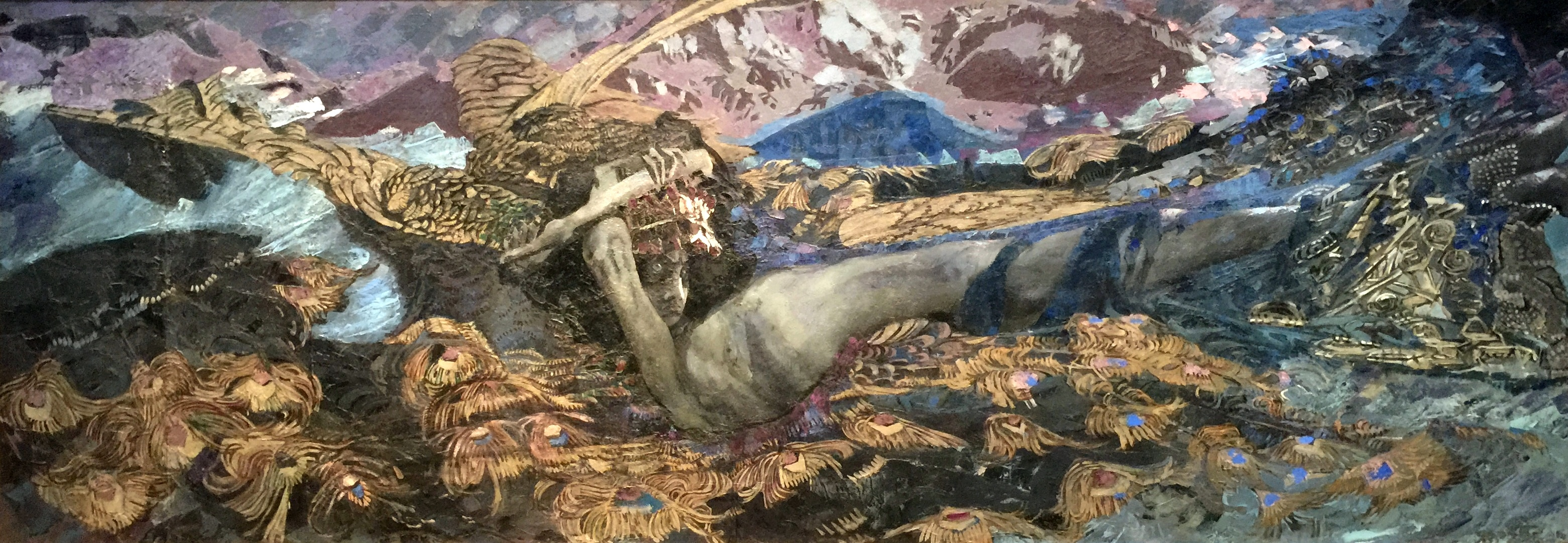
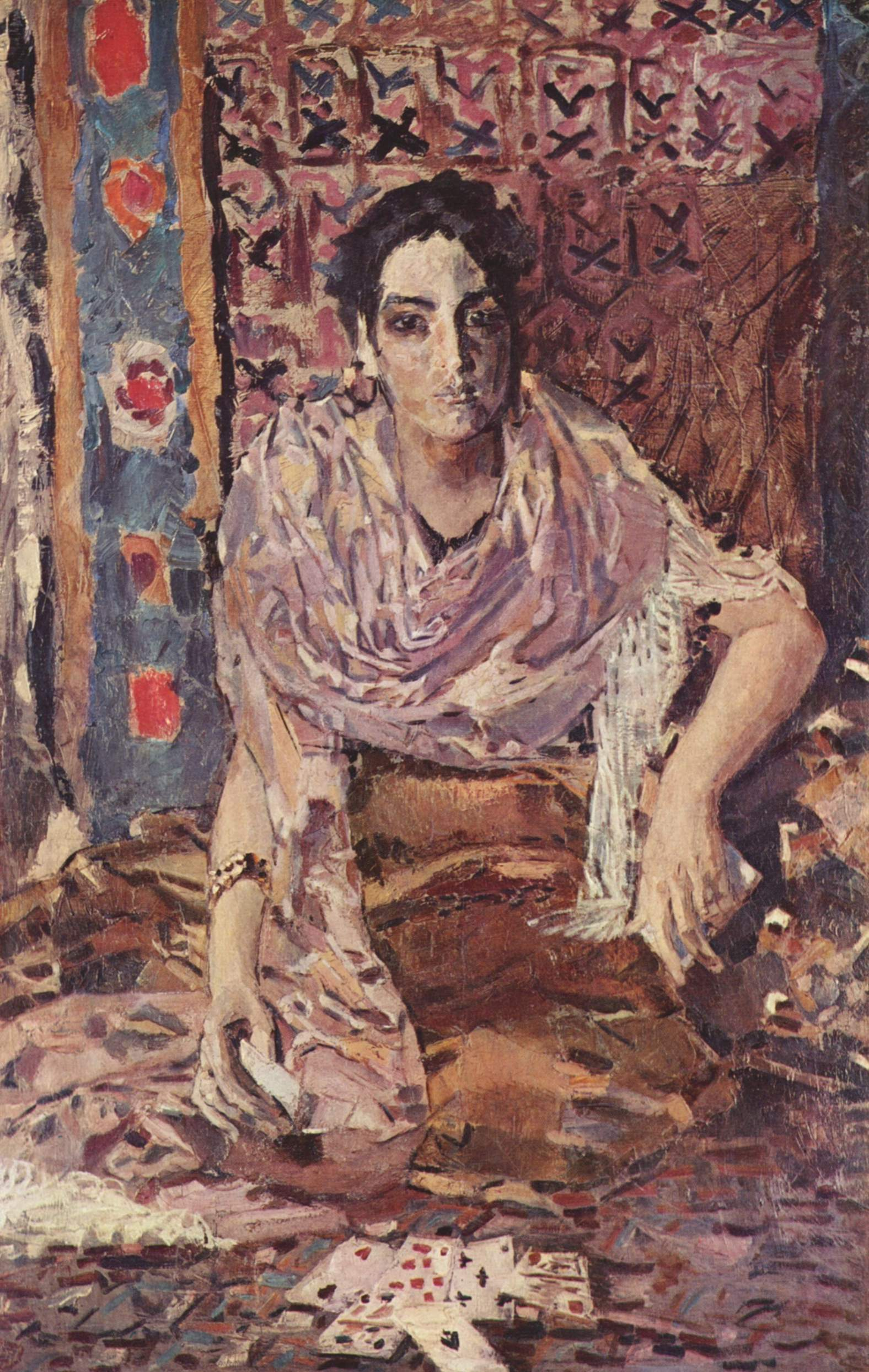
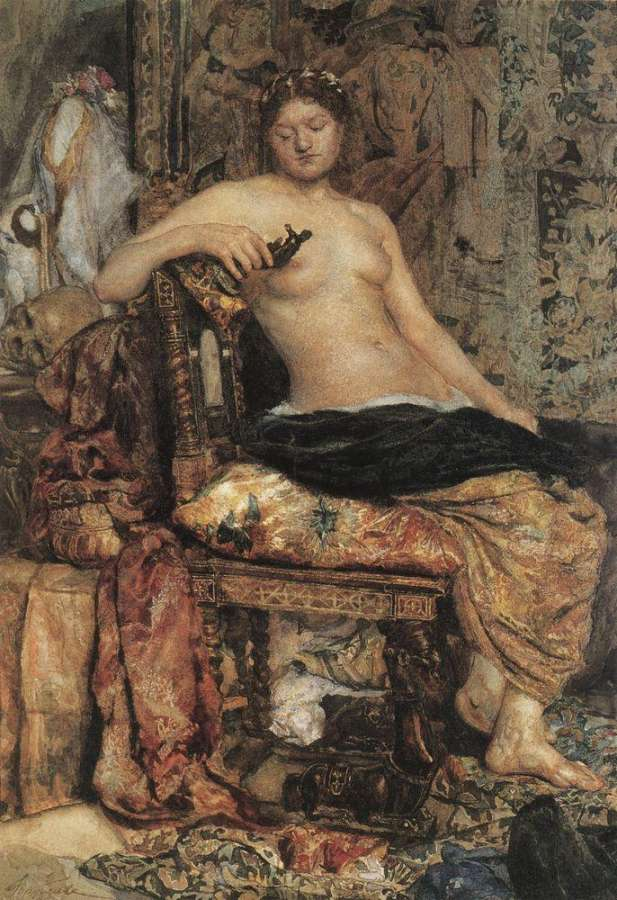
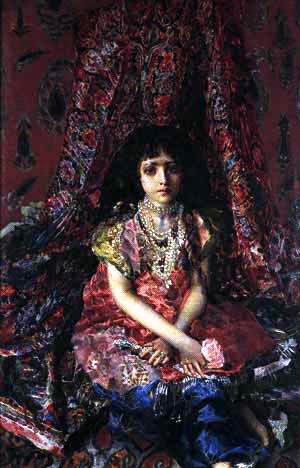
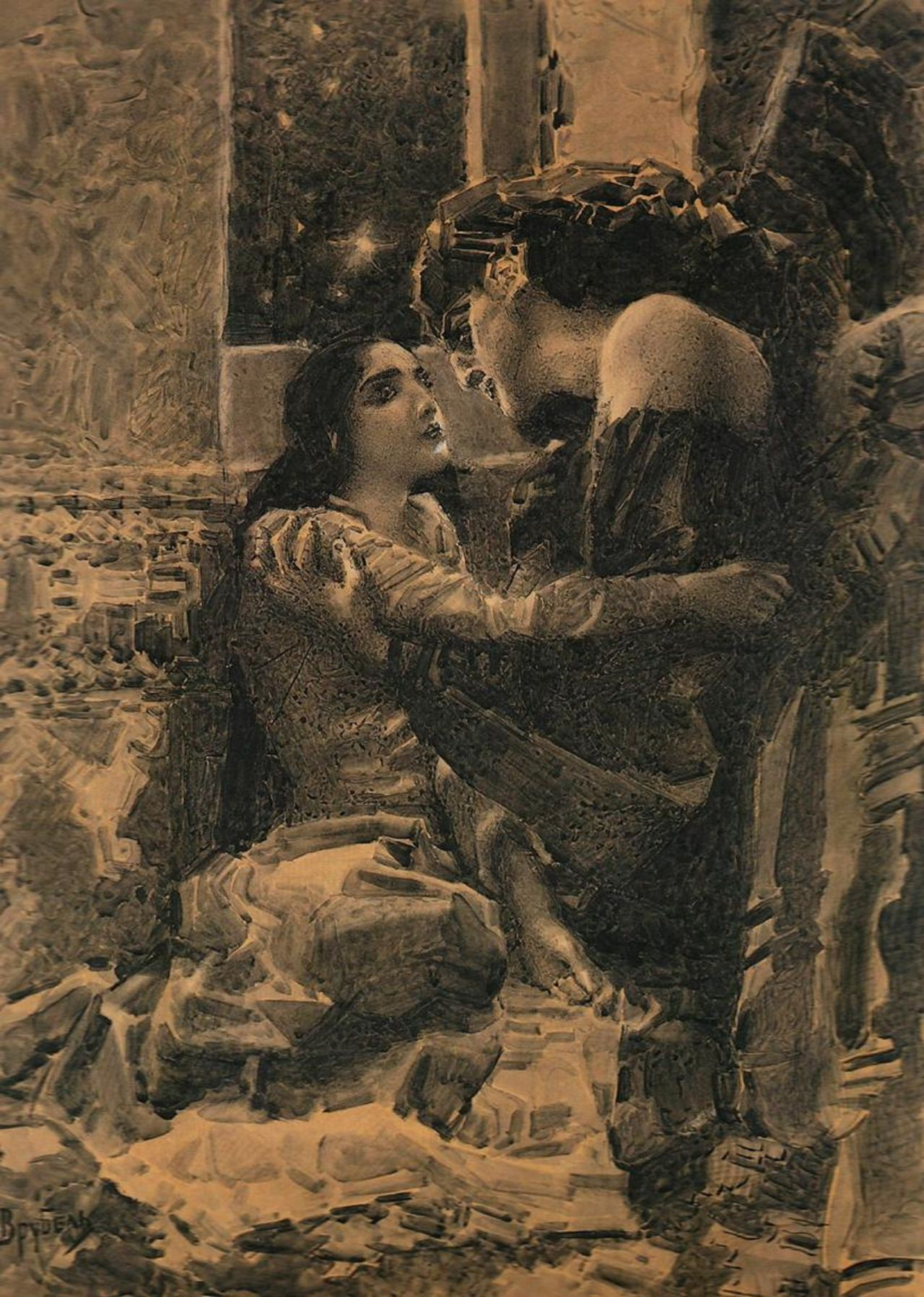
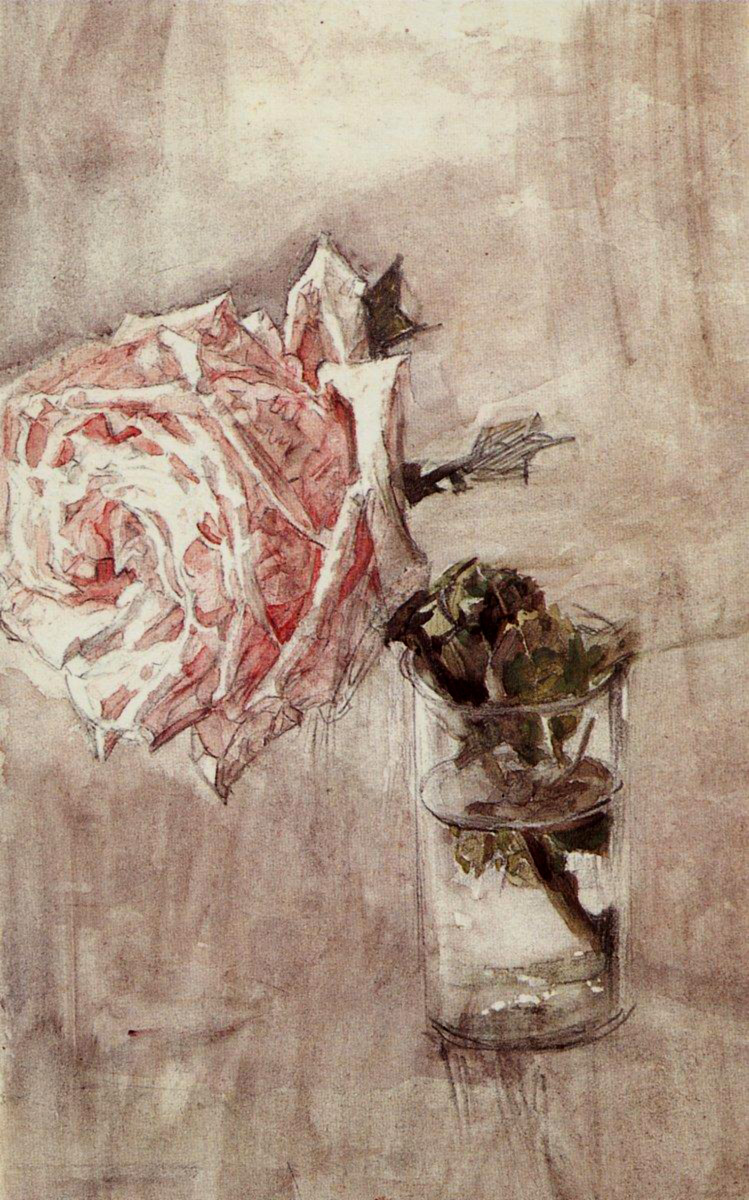